# Lemezkiadók listája (R–Z)
A Lemezkiadók listája R–Z a zeneműkiadókat tartalmazza ABC szerinti felsorolásban.

## R
| - R&S Records - Racetrack Records - Rabid Records - Radar Records - Radiant Future Records - Radiant Records - Radiex Records - Radikal Records - Radioactive Records - Radium 226.05 - Ragged Flag - Ragnarock - Rainbow Records - Rainy Day Records - Rajon Music Group - RAK Records - Ralph Records - Ram Records (UK) - Ram Records (US) - Rama Records - Ramp Records - RandM Records - Random Disc Records - Range Life Records - Ranwood Records - Rap-A-Lot Records - Rare Earth Records - RAS Records - Rasa Music - Raster-Noton - Raven Records - Ravenous Records - RaveOn Records - Raw Elements - Raw Energy Records - Rawkus Records - Raymac Records - Razor & Tie - Razormaid! - Razzia Records - RCA Camden - RCA Italiana - RCA Nashville - RCA Records Group - RCA Records - RCA Red Seal Records - RCA Victrola - RCI Records - RCU Records - React Music Limited - React Records - Reaction Records - Ready Records - Real Talk Entertainment - Real World Records - Really Useful Records - Rebel Records | - Rebelle Records - Rebelles Européens - Recess Records - Recommended Records - Re-Constriction Records - Record Collection - Recorse Records - RecRec Music - Red Bird Records - Red Cafe - Red Eye Records - Red Girl Records - RedHammer Records - Red Hot Records - Red House Records - Red Melon Records - Red Pajamas Records - Red Pony Records - Red Robin Records - Red Rooster Records - Red Star Records - Red Wharf - Redder Records - Redline Records - Rednetic Recordings - Reel Life Productions - Reflective Records - Refuge Records - Regain Records - Regal Records (1914) (U.K.) - Regal Records (1920) (Spain) - Regal Records (1921) (U.S.) - Regal Records (1946) (U.S.) - Regal Zonophone Records - Regency Records - Regent Records (UK) (U.K.) - Regent Records (US) (U.S.) - Regular Beat Recording Co. - Rejoice Records - Rekords Rekords - Relapse Records - Relativity Records - Releasing Eskimo - Relentless Records - Relevant Label Group - Reliquias - Remedy Records - Remington Records - Remington-Morse Records - Remixed Records - Remote Control Records - Renaissance - Renaissance Records - Renegade Hardware - Repeat Records - Repertoire Records - Rephlex Records - Reprise Records - Republic Records | - RES - Registrazioni e Suoni - Resipiscent - Resistance Records - Respect Records - Restless Records - Resurrection Records - Rethink - Retro Alternative Music - Retrospect Records - Reunion Records - Re-Up Records - Reveal Records Label - Revelation Records - Revenant Records - Reverberation - Reverb Records - Revival Records - Rev-Ola Records - Revolution Records - R.E.X. Records - Rex Records (1912) (U.S.) - Rex Records (1933) (U.K.) - Rex Records (2001) (U.K.) - RFUGrey - Rhino Entertainment - Rhymesayers Entertainment - Rhythm King - Rhythm Zone - Rice Music - Ride Records - Righteous Babe Records - Rikos Records - Riot Boy Records - Riot City Records - Ripete Records - Rise Above Records - Rise Records - Rising Tide Records - Risky Records - Riva Records - Riverside Records - RKO/Unique Records - RMM Records & Video - Roadrunner Records - Robber Baron Music - Robbins Entertainment - Robot Needs Home - Robotic Empire - Rob's House Records - Rob's Records - Roc-A-Fella Records - Rock Action Records - Rock Bottom Entertainment - Rock Machine Records - Rock Records - Rock Ridge Music - Rocket Records | - Rocketown Records - Rockland Records - Rock-O-Rama Records - Roc-La-Familia - Rodven Records - ROIR - Rolling Stones Records - Romeo Records - Romophone - Ron Johnson Records - rooArt - Roomful of Sky Records - Roost/Royal Roost Records - Rooster Blues - Rootsy Records - Ropeadope Records - Rotana - Rotorelief - Rotters Golf Club - Rough Trade Records - Roulé - Roulette Records - Rounder Records - Route 66 Records - Rowdy Records - Rowe Productions - Roxy Recordings - Royal Empire Records - Royalty Records - RPM Records (UK) - RPM Records (U.S.) - RRO Entertainment - RRRecords - RS Music - R.S. Promotion - RSO Records - Rubber Jungle Records - Rubric Records - Ruby Records - Ruf Records - Ruff Ryders Entertainment - Ruffhouse Records - RuffNation Records - Rune Grammofon - Ruptured Ambitions Records - Rushmore Records - Russell Simmons Music Group - Rust Nashville - Ruthless Records (hiphop label) - Ruthless Records (Chicago) (punk label) - Rykodisc |

## S
| - S-Curve Records - S. Carter Records - S2S - S2 Records - Sabre Records - Sacred Records - Sacred Bones Records - Saddle Creek Records - Sain - Saja Records - Salsoul Records - Samadhi Sound - Sanctuary Records - Sandy Records - Santorin - Sappy Records - SAR Records - Sarah Records - Sarathan Records - Saravah - Satellite Records - Savannah Records - Savoy Records - Savvy Records - Saw Recordings - SBK Records - Scared Records - Scarlet Records - Scat Records - Scepter Records - Schematic Records - Schirmer Records - Schism Records - Schlabbaduerst Rekkords - SCI Fidelity Records - Science Friction - Scitron - Scotti Brothers Records - Scratchie Records - Screwgun Records - Season of Mist - Secretly Canadian - Secrets of Sound - See For Miles Records - See Thru Broadcasting - Seed Records - Seeland Records - Selectric Records - Self Immolation - Sensory Overload Records - Sequel Records - Seraphim Records - Serious Business Records - Seriously Groovy - Serjical Strike Records - Service - Setanta Records - Seventh Level Records - Seventh Rule Recordings - Sex Tags Mania - Sh-K-Boom Records - Shady Records - Shanachie Records - Sheeba Records - Sheer Music - Sheer Sound - Shelflife Records - Shelter Records - Shifty Records (South Africa) - Shifty Records (USA) (U.S.) - Shimmy Disc - Shinkansen Records - Shitkatapult - Sho'nuff Records - Shock Records - Shoreline Records - Shout Records - Show Dog Nashville - Shrapnel Records - Shrimper Records - Shrine Records - Sic Squared Records - Sick Room Records, LTD - SideCho Records - SideOneDummy Records - Side One Recordings - Sidewalk Records - Sigma Editions - Signal 21 Records - Signature Records - Signature Sounds Recordings - Silas Records - Silence Records - Silent Explosion - Silent Records - Silent Storm Records - Silkheart Records | - Silkroute Records Ltd - Silver Planet - Silvertone Records (1905) (U.S.) - Silvertone Records (1930) (U.K.) - Silvertone Records (1980) (U.K.) - Simian Records - Sims Records - Sink and Stove Records - Sintez Records - Sire London Records - Sire Records - Sister Benten Online - Situation Two - Six Degrees Records - Six Shooter Records - Sixgunlover Records - sixsevenine - sixstepsrecords - Size - Ska Satellite Records - Skam Records - Skeleton Crew - SKI-PP - Skin Graft Records - Skint Records - Skipping Beats - Skirl Records - Skunk Records - Sky Records - Sky and Trees Records - Skybucket Records - Skylite - SL Records - Slampt - Slash Records - Slave Pit Records - Sleep It Off Records - Sleeping Bag Records - Sling Slang Records - Siltbreeze - Slowdance Records - Slowdime Records - SM Entertainment - Small Brain Records - Small Stone Records - Small Wonder Records - Smallman Records - Smalltown America - Smalltown Superjazzz - Smalltown Supersound - Smash Records - Smells Like Records - Smile-Up - Smith 7 - Smithsonian Folkways Recordings - Smoke-A-Lot Records - Smorgasbord Records - Snakes & Ladders Records - Snapper Music - Sniper Records - So So Def Recordings - The Social Registry - Socialist Roots Sound System - Society Recordings - Society Records - Softdrive Records - SOLAR Records - Soleilmoon - Solid Rock Records - Solid State Records (Christian rock label) - Solid State Records (Jazz label) - Solitude Productions - Solstice Music International - Some Bizzare Records - Some Records - Somnimage - SonaBLAST! Records - Sonar Kollektiv - Song Bird Records - Sonic Belligeranza - Sonic Enemy - Sonic Past Music - Sonic Unyon Recording Company - Sonic Wave America - Sonic Youth Recordings - Sonic360 Records - Sony BMG - Sony BMG Masterworks - Sony Classical Records - Sony Music Entertainment - Sony Music Entertainment Japan - Sony Music Special Products - Sony Records | - Sony Wonder - Soul City Records - Soul Jazz Records - Soulfuric Recordings - Soulseek Records - Sound Circus - Sound Document - Sound Master - Sound Of Gospel - Sound Riot Records - Sound System Records - Soundholic - Sounds Are Active - Southern Empire Records - Southern Fried Records - Southern Lord Records - Southern Records - Southern Studios - Southland Records - Souvenir Records - S.P. Records - Spade Kitty Records - Spaghetti Records - Spalax - Spank Records - Spare Me Records - Spark Records - Sparrow Records - Sparrowheart Music - Speed Label - Speakeasy Records - Specialty Records - Spectra Records - Spectral Sound - Spiderleg Records - Spinalonga Records - spinART Records - Spinefarm Records - Spirit Zone Records - Spit Shine Records - Spitfire Records - Spivey Records - Split Femur Recordings - Spook City Records - Spooky Records - Spoon Records - Spotlite Records - Springman Records - Spun Records - SPV GmbH - Squint Entertainment - SRC Records - SST Records - Staalplaat - Stain Studio - Stainless Audio Works - Stamps-Baxter Music Company - Stand Up! Records - Standard Talking Machine Company - Standard Recording Company - Star Recordings - Star Records - Star Song Communications - Star Trak Entertainment - Starday Records - Stardust Promotion - Starkland - Starr Records - Starstream Records - Startime International - States Records - Stateside Records - Static Caravan Recordings - Stax Records - STC Recordings - Steady Cam Records - Steed Records - Steel Tiger Records - Steeltown Records - Step One Records - Stereolaffs - Stereotype Records - Sterile Records - Sterling Records (US) - Sterling Records (Sweden) - Sterno Records - St. George Records - Stiff Records - Stigmata - Stillborn Records - Stockfisch Records - Stockholm Records - Stomp Records | - Stones Throw Records - Stony Plain Records - Storch Music Company - Storyville Records - Straight Records - StraightOn Recordings - Strange Attractors Audio House - Strange Famous Records - Strange Fruit Records - Strange Music - Strange Ways - Strata-East Records - Streetsweepers Entertainment - Strictly Rhythm - Stubborn Records - Studio !K7 - Studio One - STUDIOSEVEN Recordings - Stunt Records - Sub•Lime Records - Sub City Records - Sub Pop - Sub Rosa - Sub Verse Records - Subconscious Communications - subconscious music - Sublight Records - Sublime Exile Recordings - Sublime Frequencies - Subliminal - Sublogic Corporation - Submerged Records - Subplate Records - Subterranean Records - Subtitles Recordings - Suburban Base - Suburban Hooligans Records - Suburban Home Records - Suburban Noize Records - Suburban Records - Suburban Sprawl Music - Such-A-Punch Media - Suckapunch Records - Sudden Death Records - Sue Records - Sugar Hill Records (bluegrass) - Sugar Hill Records (rap) - Suicide Squeeze Records - Suleputer - Sumerian Records - Summersteps Records - Sumthing Distribution - Sun International Records - Sun Records - Suncity Records - Sundazed Records - Sunflower Records - Sunset Records - Sunshine Records (USA) - Sunshine Records (Australia) - Suntrip Records - Super Records - Supernal Music - Supersoul Records - Supertone Records - Supraphon - Supreme Records - Surfdog Records - Surprise Attack Records - Surprise Records - Survivor Records - Sussex Records - Sutemos - Suzy - SVR Producciones - Swallow Records - Swami Records - Swan Records (Philadelphia, PA) - Swan Records (Jazz label) - Swan Song Records - Sweet Lucy Records - Swing Time Records - Swishahouse - Sword Records - Symbiosis Records - Symbol Records - Sympathy for the Record Industry - SYNAPSE Records - Synaptic Plastic - Synesthetic Recordings - Synthetic Sounds - Synthetic Symphony - System Recordings - Sähkö Recordings |

## T
| - T.A. Music - Taang! Records - Table of the Elements - Tabu Recordings - Tabu Records - TAG Recordings - Take 6 Records - Take Fo' Records - Takeover Records - Takoma Records - Talos Records - Tamla Records - Tangerine Records (1963) (U.S.) - Tangerine Records (1990) (U.K.) - Tangerine Records (1992) (U.K.) - TANZA (Új-Zéland) - Tapete Records - Tara Music label - Tarantulas Records - Tarantura - Taste Media - Tayster and Rojac Records - TC Music - TCR - TDRS Music - Tea Pot Records - Team Love - Tee Pee Records - Tee Productions - Tee Records - Teem Records - Teenage USA Recordings - TeenBeat Records - Teichiku Records - Telarc International Corporation - Teldec Record Service - Telegraph Records - Teleprompt Records - Tellus Audio Cassette Magazine - Telstar Records - Tempa - Temple Records (1978 UK label) - Temple Records (1984 UK label) - Temple US Records - Tempo Records (US) (U.S.) - Tempo Records (UK) (U.K.) - Temporary Residence Limited - Ten12 Records - Tender Loin Records - Tennessee Records - Ten O Nine Records - Tent Records - Tent Show | - Terror Squad - Tesco Organisation - Testament Records (UK) - Testament Records (USA) - Test Tube Records - Tetragrammaton Records - Tetrapod Spools - Texas Hotel Records - TFR Records - The End Records - Thee Sheffield Phonographic Corporation - Threespheres - Thick Records - Thinner - Third Man Records - Thirsty Ear Recordings - This Is Art Recordings - Thizz Entertainment - Three Gut Records - Three One G - Threshold House - Threshold Records - Thrill Jockey - Throne Records - ThugLine Records - Thugtertainment - Thump Records - Tiara Records - Tico Records - The Tidy Boys - Tidy Trax - Tidy Two Records - Tidy White Records - Tiger Lily Records - Tiger Style Records - Tigerbeat6 - Tigersushi Records - Tigertrap Records - Tikal Records - Tilt-Recordings - Timberyard Records - Time Bomb Recordings - Time-Lag Records - Time–Life - Timmi-kat ReCoRDS - Tino Corp. - Tiny Evil Records - TIP Records - TIP World - Tirk Records - Titanic Records - TK Records - T-Neck Records - Toast Hawaii | - Todamerica Records - Toes in the Sand Recordings - Tofu Records - Tokuma Shoten - Tokyo Dawn Records - Tollie Records - Tomato Head Records - Tombstone Records - Tomlab - Tommy Boy Records - Tommy Gospel Records - Tone Center Records - Too Pure - Tooth & Nail Records - Top of the Hill Recordings - Top Rank Records - TOP TEN - Topic Records - TopNotch Records - Toshiba-EMI - Tôt ou tard - Touch and Go Records - Touch Records - Tough Cookie - Tower Records - Track Records - Trackmasters Entertainment - Trademark of Quality - Tradition Records - Trance Syndicate - Trancelucent Productions - Transatlantic Records - Trans Continental Records - Transcopic Records - Transformed Dreams - Transgressive Records - Transient Records - Transmat - Transmission Communications - Trash Aesthetics - Trash Art! - Trattoria Records - Traum Schallplatten - Trauma Records - Trax Records - Tres Records - Treibstoff Recordings - Trekky Records - trend is dead! records - Trend Records - Trensmat Records - Trente Oiseaux | - Tresor - Tr1be Records - Trial & Error Records - Tribe Records (NO) - Tribe Records - La Tribu - Tribunal Records - Tribute Records - Trickdisc Recordings - Trifekta - Trikont - Trill Entertainment - Triple Crown Records - Triumph Records (US) - Triumph Records (UK) - Trix Records - Trojan Records - Troubleman Unlimited Records - Trout Music - Tru 'Dat' Entertainment - Tru Thoughts - Truck Records - True North Records - True Playaz - True Tone Records - Truesoul Records - Trumpet Records - Trumpet Swan Productions - Trunk Records - Trust in Trance Records - Trustkill Records - Try Me Records - Tsk! Tsk! Records - TSOP Records - TSR Records - Tuff Gong - Tug Records - Tumi Music - tUMULt - Tunnel Records - Tutl - TVT Records - Twentythree Records - Twin/Tone Records - Twisted Nerve Records - Twisted Records (UK) - Twisted Records (US) - Tyscot Records - Tzadik Records |

## U
| - U-Freqs - Ugly Man Records - Ugly Nephew Records - UHD&C Record Company - UK Records - Ultimae Records - The Ultimate Group - Ultra Records - Umami Records - UMTV - Unart Records - Uncensored Records - Uncle Howie Records - Uncle Louie Music Group - Unda K9 Records - Undergroove Records - Underground Operations | - Underground Resistance - Underscore Records - UNESCO Collection - Unholy Records - Uni Records - Unicorn-Kanchana - Unidisc Music Inc. - Union City Recordings - Union Label Group - Unique Leader Records - United Artists Records - United Records (1910s) - United Records - United Telefilm Records - Universal Classics Group - Universal Edition - Universal Motown Records Group | - Universal Music Group - Universal Music Latin Entertainment - Universal Records - Universal South Records - University Recording Company - Univision Music Group - Unlabel - Unlockedgroove - Unmatched Brutality Records - Unstable Ape Records - Untidy Dubs Records - Up Above Records - Up Records - UpFront Records - Uppity Cracker - Uprising Records - Upsetter Records | - Upside Records - Uptown Records - Urban Dubz Records - Urban Jungle - Urban Records - Urban Takeover - Urbanizm Music - URBNET Records - URBR - Urgent! Records - Urinine Records - US Records - Utopia Records - UTP Records - UVDOG Records - UZI Suicide |

## V
| - V-Disc - V.I.P. Records - V Recordings - V2 Records - Vacuous Pop Recordings - Vagrant Records - Valcour Records - Valiant Records - Valley Records - Valve Records - Valve Recordings - Van Dyke Records - Van Richter Records - Vandit - Vanguard Records - VAP (Video & Audio Project) - Varèse-Sarabande Records - Vaudeville Records - VAWS (Verlag und Agentur Werner Symanek) | - VDE-Gallo Records - V E Records - VEB Deutsche Schallplatten - Vee-Jay Records - Velour Recordings - Velvet Blue Music - Velvet Tone Records - Vena Records - Vendetta Records - Vendlus Records - Verity Records - Vermin Scum - Vertigo Records - Verve Records - Very Small Records - VI Music - Vicious Vinyl - Vicor Music Corporation - Victor Records | - Victoria Records (1952) (Philadelphia (Pennsylvania)) - Victoria Records (2000) (Philadelphia, Pennsylvania) - Victory Records - Victory Garden Records - ViK. Recordings - Vim Records - Vinilkosmo - Music in Esperanto - Vinyl Solution - Violence Recordings - The Viper Label - Viper Records - Vireo Records - Virgin Records - Virgin Schallplatten - Virt Records - Virus Recordings - V.I.S.A. - Visage Records - Visible Noise | - Vision Quest Records - Visiting Hours Records - Vitamin Records - Viva Records - Viva Records (Philippines) - Vocalion Records - Voce - Vogue Records - Voiceprint Records - Voices of Wonder - Voidstar Productions - Volcano Entertainment - Volition Records - Volt Records - Vox Records - Vox Records (Germany) - VP Records - VRCA Records - V/Vm Test Records |

## W
| - Wabana Records - Wackies - Waerloga Records - Wake Me Up Music - Waldorf Music Hall Records - Wall of Sound - Wallis Original Records - Walt Disney Records - Wampus Multimedia - Wand Records - Wanker Records - War Office Propaganda - W.A.R.? - What Are Records? - Warcon Enterprises - Warm Records - Warner-Spector Records - Warner Alliance - Warner Bros.-Seven Arts - Warner Bros. Records - Warner Curb Records - Warner Music Australasia - Warner Music Canada - Warp Records - Warrior Records - Warwick Records - Water Lily Acoustics | - Water Music Records - Waterbug Records - Waterfront Records - WAU! Mr. Modo Recordings - Wave Music - Wax Fruit Records - Wax Trax! Records - Waxploitation Records - WayOutWest Records - We Put Out Records - We The Best Music - Weathermaker Music - Web Entertainment - Wedge Records - Weed Records - Weewerk - Welk Music Group - De Werf - WERGO - Werk Discs - West Craft Records - Westbound Records - Westpark Music - Westport Records - Westside Records - WGNS Recordings - What Have You Records | - What Records - What? Records - Whirlin' Disc Records - Whitehaus Family Record - White Noise Records - White Pine Music - White Whale Records - Whitfield Records - Why Not Records - Wichita Recordings - Widerstand Records - Wiiija - Wilbury Records - Wild Pitch Records - Wild Rags - Wildplum Recordings - Wildside Records - Wildstar Records - Willowtip Records - WIN Records - Wind-Up Records - Windfall Records - Windham Hill Records - Wing Records - The Winner Records - Winter & Winter | - Witches Brew - WM Recordings - WMOT Records - Wolftown Recordings - Wooden Nickel Records - Woodrich Records - Woodworm Records - Word Records - Wordclock Records - Work Records - Workshop Jazz Records - World Circuit - World Domination Recordings - World IN Sound - World Record Club - World Serpent Distribution - Wounded Bird Records - WOW Music - Wrasse Records - WTII Records - WWE Records - Wyncote Records - WY Records |

## X
| - Xanadu Records - X-Claim Records - Xenophile Records | - XIII Bis Records - XL Recordings | - Xpressway - Xtra Mile Recordings | - Xtreem Music - XYZ Records |

## Y
| - Yambo Records - Yazoo Records - Yellow Tail Records | - Yellow Van Records - Yep Roc Records - Yer Bird Records | - YG Entertainment - Yoshitoshi Records - Young God Records | - Young Money Entertainment - YtseJam Records - Yuletide Records |

## Z
| - Zarjazz - ZE Records - Zealous Records | - Zebra Records - Zedtone Records - Zell's Records | - Zéro Musique - Zoo Entertainment - Zone 4 | - ZTT Records - Zunior - ZYX Music |